# Sint-Elisabethkerk (Wrocław)
De Sint-Elisabethbasiliek (Pools: Bazylika św. Elżbiety Węgierskiej) is een gotische baksteenkerk in Breslau. De kerk was van 1525 tot 1946 de protestantse hoofdkerk van de stad. Tegenwoordig is de kerk een rooms-katholieke garnizoenskerk.

## Geschiedenis

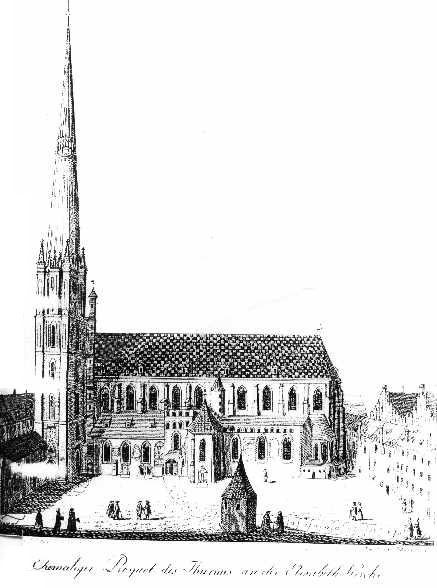
De Sint-Elisabethekerk in de 16e eeuw met de 130 meter hoge toren

Het begin van de kerk gaat terug tot de 13e eeuw. De eerste kerk betrof een aan Sint-Laurentius gewijd romaans kerkgebouw. Na de verwoesting van Breslau door de Mongolen en het verlenen van het Maagdenburgs recht aan Breslau in 1242 werd er een nieuwe kerk gebouwd, die door bisschop Thomas I aan de heilige Elisabeth van Thüringen werd gewijd.
De huidige drieschepige basiliek in gotische stijl ontstond aan het begin van de 14e eeuw onder hertog Bolslaw III. In de jaren 1452-1456 volgde de bouw van een nieuwe, 130 meter hoge kerktoren.
Als een van de eerste kerken in Silezië werd de Elisabethkerk op 6 april 1525 in gebruik genomen als een protestantse kerk. Op voorstel van de theoloog en hervormer Johann Hess werd Ambrosius Moibanus de eerste protestantse predikant.
De 130 meter hoge toren stortte in 1529 in door een storm en zware hagelval. Enkele jaren later, in 1535, werd een nieuwe, ditmaal 90 meter hoge kerktoren gebouwd waarin zes klokken kwamen te hangen.
Ter gelegenheid van het 600-jarig bestaan van de Elisabethkerk schonk koning Frederik Willem IV van Pruisen drie koorvensters. Tijdens de renovatie in de jaren 1890-1893 werden de dakpannen van de kerk in het karakteristieke rood-groene schaakbordpatroon gelegd.
De kerk doorstond de Tweede Wereldoorlog zonder ernstige beschadigingen. De laatste Duitse dienst werd op 30 juni 1946 gehouden. Na de etnische zuivering van de oorspronkelijk Duitse bevolking werd de kerk in gebruik genomen door Poolse protestanten. Op 2 juli 1946 werd er echter beslag gelegd op het gebouw en volgde de overdracht van de kerk als garnizoenskerk aan het militair ordinariaat van de rooms-katholieke kerk. Tot op de dag van vandaag is de kerk een garnizoenskerk gebleven.
Na de oorlog werd de kerk door drie branden getroffen. De eerste brand vond plaats op 4 juni 1960 na blikseminslag, een tweede brand in de toren volgde op 20 september 1975, maar de ernstigste brand vond plaats op 9 juni 1976, toen een groot deel van het interieur van de kerk werd verwoest, waaronder het monumentale Engler-orgel, het dakgestoelte en het kruisribgewelf. Vanaf 1981 werd er gewerkt aan het herstel van de kerk. Hierbij werden moderne bouwmaterialen zoals staalbeton toegepast. De gereconstrueerde kerktoren is nu 91,5 meter hoog en bezit een voor het publiek toegankelijk uitzichtsplatform. In 1997 werd de kerk weer opengesteld voor publiek en werden er weer Eucharistievieringen zoals de katholieken dat noemen, gehouden.
Het Engler orgel dat in 1976 verging tijdens de grote brand en het koor, dat wordt op dit moment herbouwd en naar verwachting moet het gereconstrueerde orgel in 2021 weer gaan weerklinken. De gemeenteraad van Wrocław/ Breslau heeft besloten om dan ook een orgelfestival te organiseren en ook een organist in dienst te nemen die om ieder heel uur een concert zal geven. 
In 1999 richtte men voor de kerk een monument van de beeldhouwer Karl Biedermann op voor Dietrich Bonhoeffer, die uit Breslau stamde.
Paus Johannes Paulus II verhief de kerk in 2003 tot basilica minor.

## Afmetingen
De kerk is 68,2 meter lang en 34,5 meter breed. Het schip is 29,7 meter, de toren 91,5 meter hoog. De kerk heeft 2000 zitplaatsen en is daarmee een van de grootste kerken in Silezië.

## Afbeeldingen

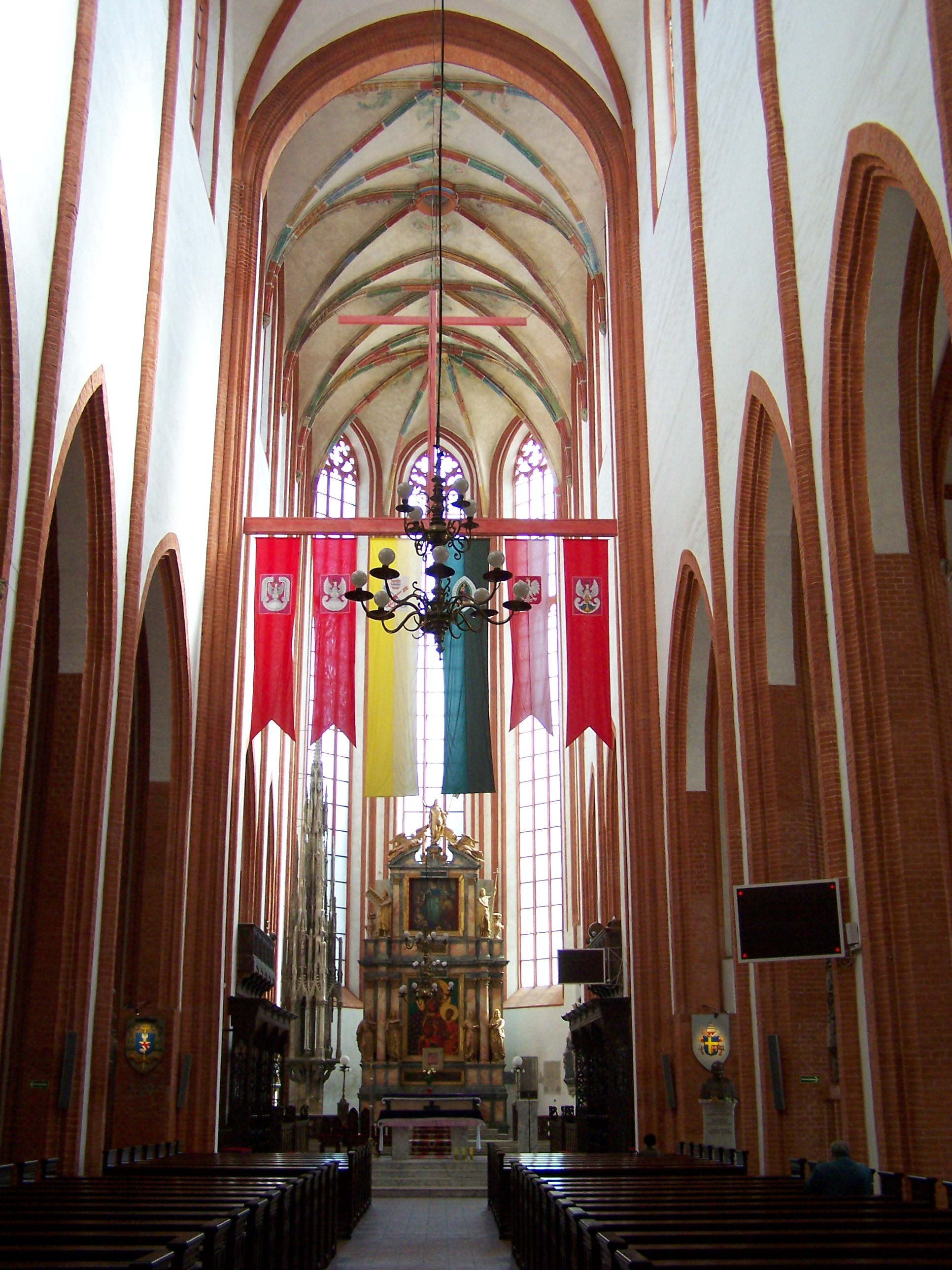
Interieur
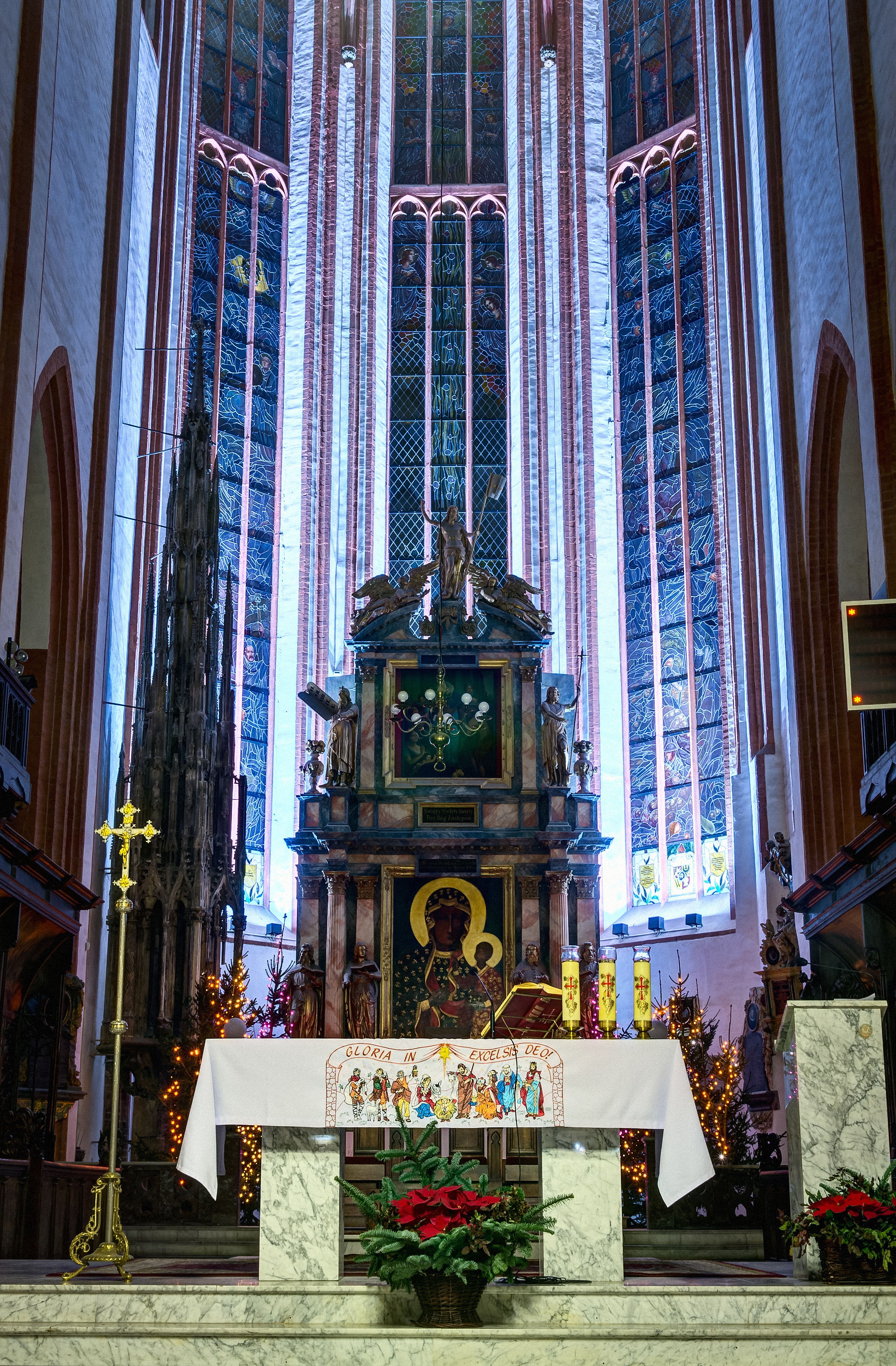
koor
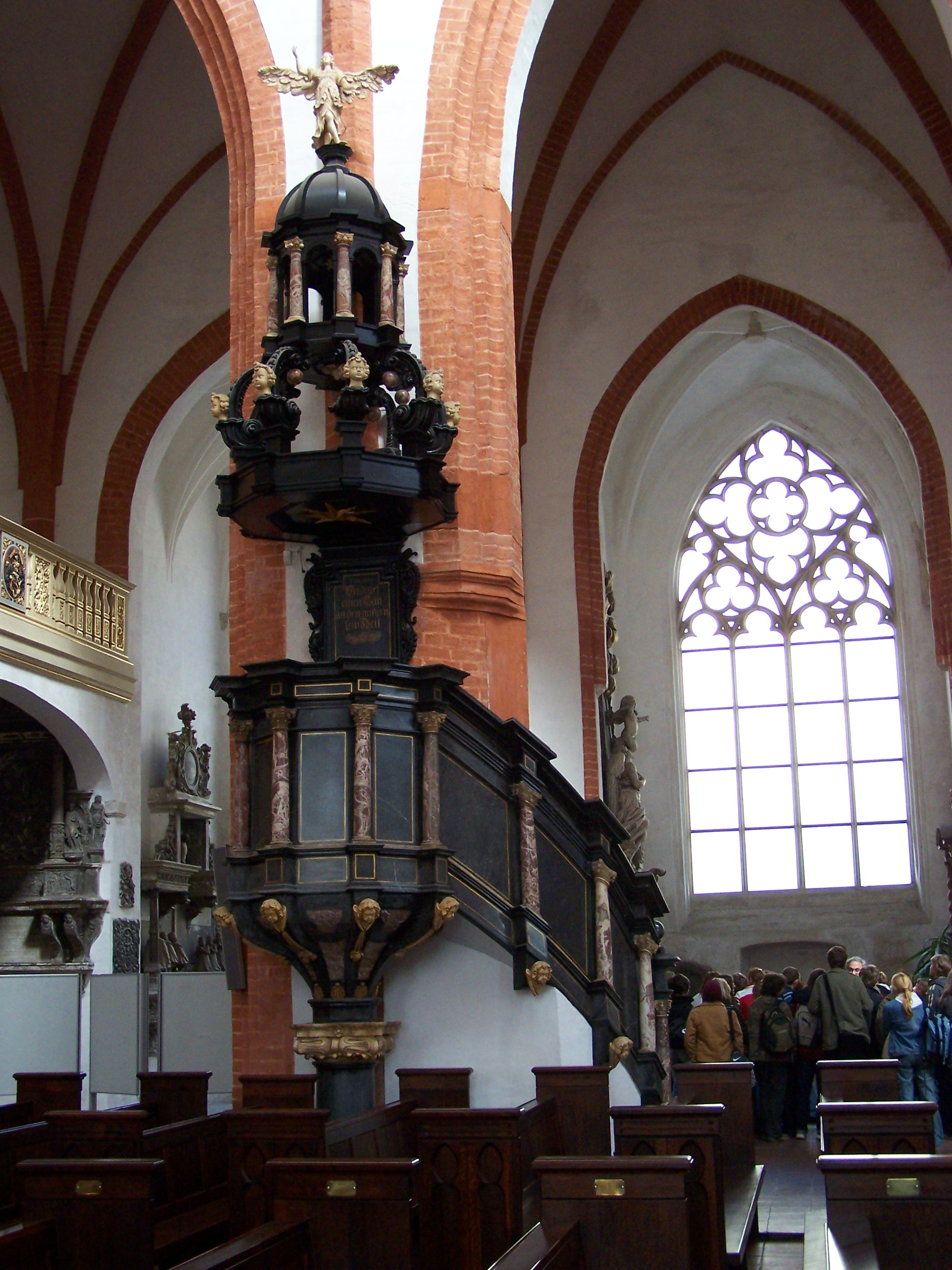
Preekstoel
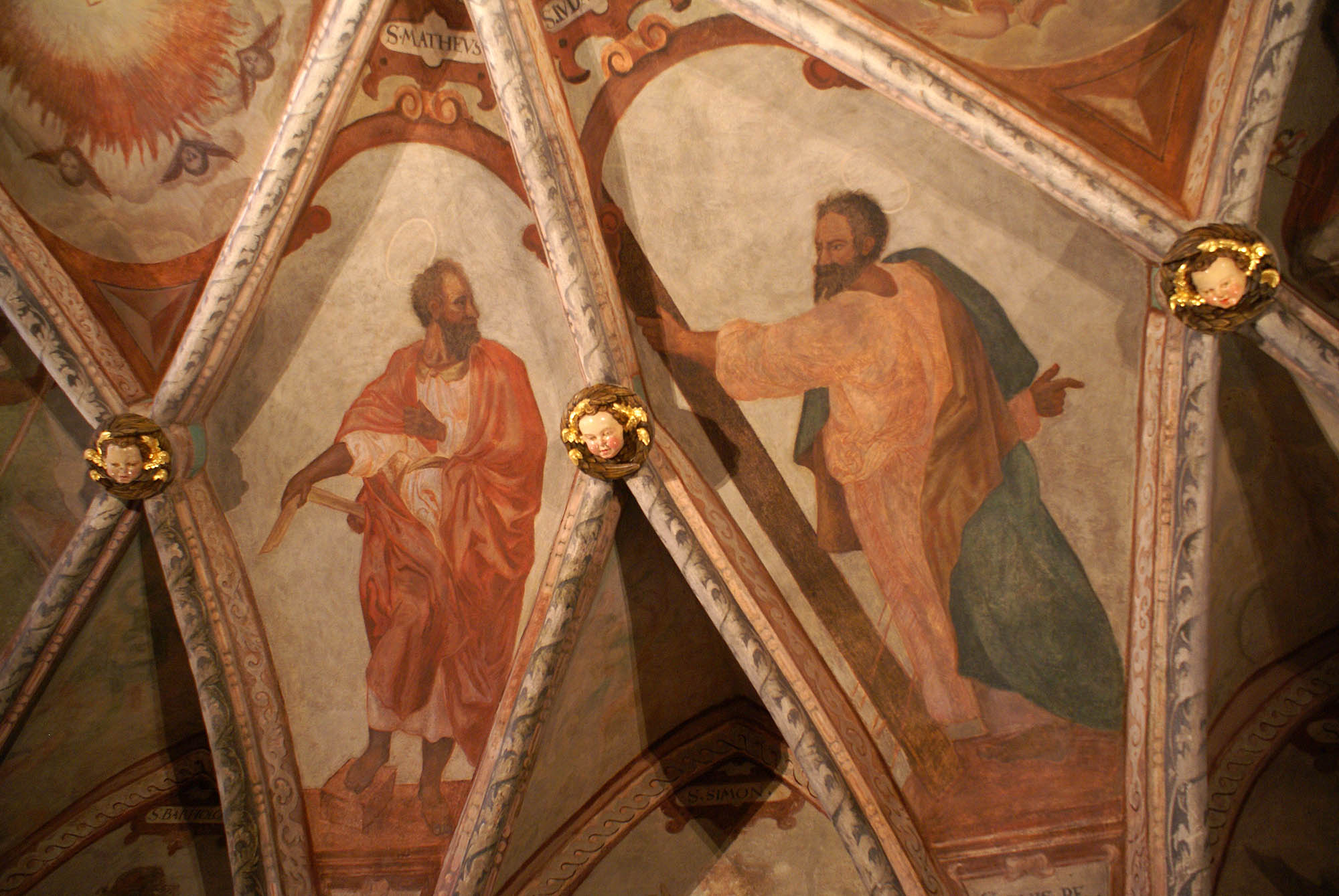
Fresco's
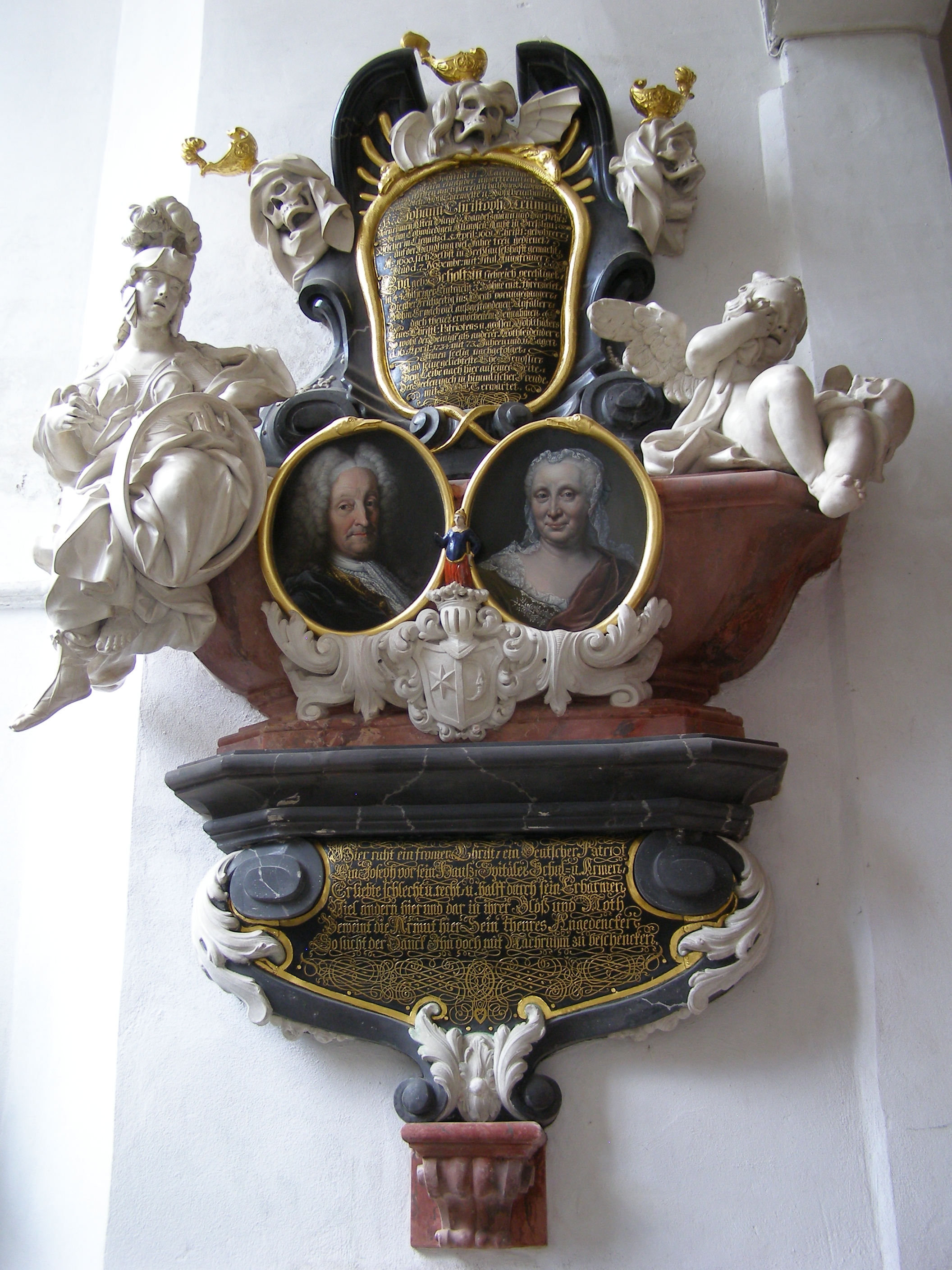
Epitaaf